# Колин, Иван Николаевич
Иван Николаевич Колин (1922-1985) — старшина Рабоче-крестьянской Красной Армии, участник Великой Отечественной войны, Герой Советского Союза (1944).

## Биография
Родился в 1922 году в посёлке Нязепетровск (ныне — город в Челябинской области). Получил начальное образование, после чего работал на железной дороге, затем на заводе строительных машин, позднее вновь на железной дороге.
В феврале 1942 года был призван на службу в Рабоче-крестьянскую Красную Армию. С июня того же года — на фронтах Великой Отечественной войны. К ноябрю 1943 года младший сержант Иван Колин командовал отделением 180-го отдельного сапёрного батальона 167-й стрелковой дивизии 38-й армии 1-го Украинского фронта. Отличился во время освобождения Киева.
5 ноября 1943 года, находясь в составе группы сапёров, проделал два прохода в немецком минном поле, а затем подорвал края противотанкового рва. Благодаря его действиям советские танки и пехота смогли успешно преодолеть эти препятствия и продолжить наступление.
Указом Президиума Верховного Совета СССР «О присвоении звания Героя Советского Союза генералам, офицерскому, сержантскому и рядовому составу Красной Армии» от 10 января 1944 года за «образцовое выполнение боевых заданий командования на фронте борьбы с немецко-фашистскими захватчиками и проявленные при этом отвагу и геройство» был удостоен звания Героя Советского Союза с вручением ордена Ленина и медали «Золотая Звезда».
После окончания войны в звании старшины был демобилизован. Вернулся в Нязепетровск, где работал слесарем сначала в железнодорожном депо, затем на заводе строительных машин.
Скончался 14 августа 1985 года.
Был также награждён орденом Отечественной войны 1-й степени и рядом медалей.